# Route nationale 688
Die Route nationale 688, kurz N 688 oder RN 688, war eine französische Nationalstraße, die von 1933 bis 1973 zwischen Aubusson und Montaigut verlief. Ihre Länge betrug 72 Kilometer.